# 레알슐레

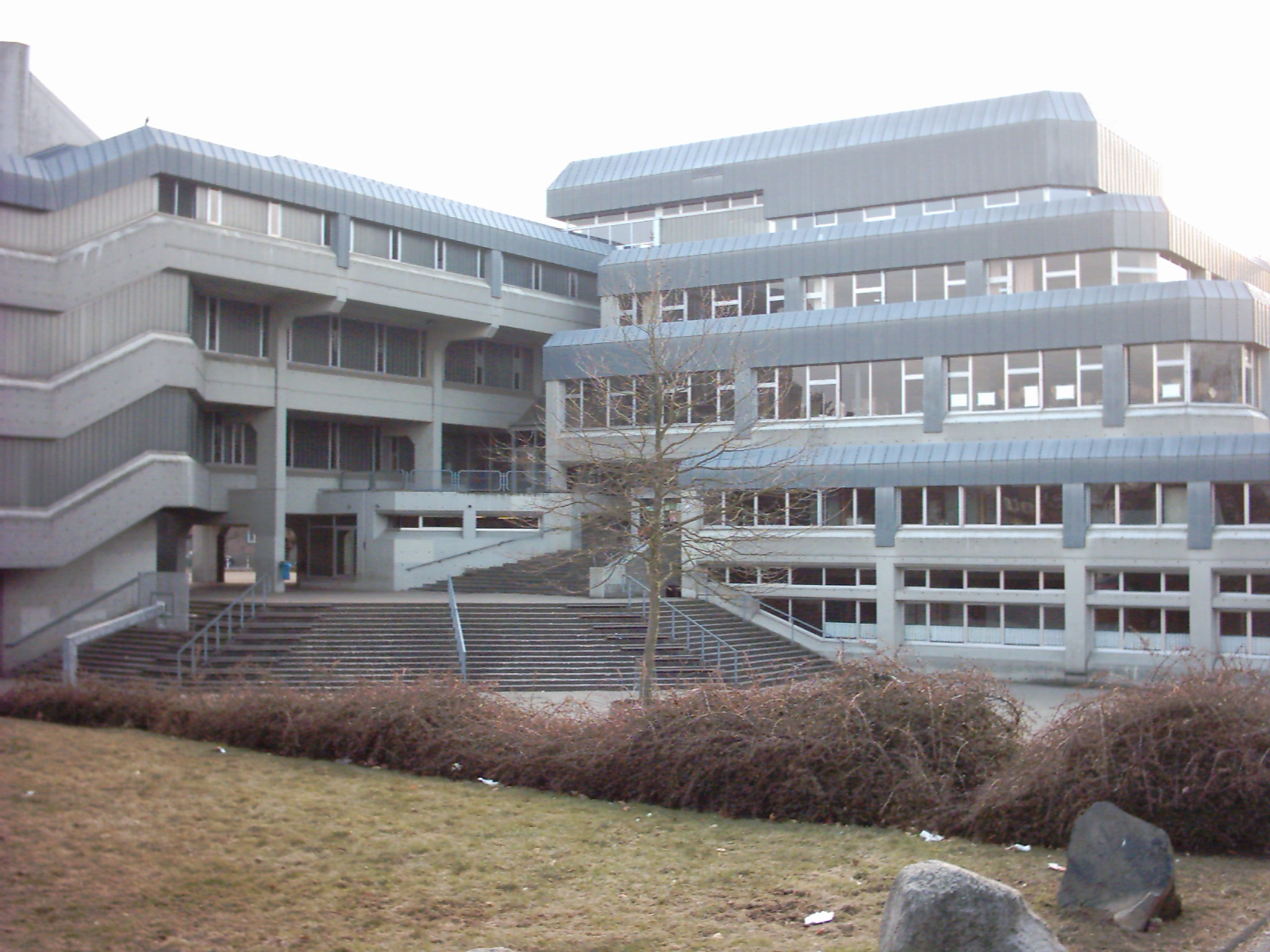
독일의 한 레알슐레

레알슐레(독일어: Realschule)는 독일 특성화 중학교이다. 기술자와 공학자를 양성하기 위한 목적을 띄며 일반적으로 6년제 학교이다. 실과학교(實科學校)로 번역되기도 한다.

## 역사
1706년 크리스토프 젬러(Christoph Semler)에 의해 할레(Halle an der Saale)에 수학과 기계학을 기반으로 한 최초의 레알슐레가 만들어며, 1747년에 J.J. 헤커에 의해 베를린에도 설치되었다. 1859년의 레알슐레는 1급학교와 2급학교로 분화되었는데 1급학교는 신학, 라틴어, 역사학, 지리학, 근대어, 수학, 과학 등을 가르치는 9년제이고 2급학교는 라틴어를 가르치지 않는 6년제의 학교였다. 23년 후인 1882년 1급학교는 레알김나지움(Realgynasium)으로 발전되었다. 레알슐레는 1937년 나치에 의해 제도상 사라졌다가 제2차 세계대전 후 부활되었다.

## 입학
독일의 경우 네 살이 되면 유치원에 만 4살이 되면 초등 학교(Grundschule)에 진학할 수 있다. 초급 학교 과정부터는 의무 교육으로 실시되며 4년의 교과과정을 갖는다. 초급 학교 과정을 수료한 이후 상급 학교로 진학하게 되는데, 이 때 학생의 능력에 따라 김나지움(Gymnasium), 레알슐레(Realschule), 하우프트슐레(Hauptschule) 중 선택, 진학하게 된다. 김나지움은 대학 진학을, 레알슐레는 실과 교육을, 하우프트슐레는 직업 교육을 위한 학교이며 각각 9년, 6년, 5년의 교육과정을 갖는다. 김나지움, 레알슐레, 하우프트슐레 순으로 우수한 학생이 진학하는 경향이 뚜렷하며, 초급 학교를 졸업 할 때쯤 담임 선생님의 어느 학교를 택하는 것이 좋을 것 같다는 의견을 학부모들이 대체로 따르고 진학하는 모습을 보인다. 진학자의 비율은 김나지움 8%, 레알슐레 17%, 하우프트슐레 75% 정도를 보인다.

## 교육과정 및 현황
대개 9~10세에 진학하여 6년의 교육과정 후 15~16세에 교육과정을 마치게 된다. 구체적인 교육과정은 독일의 주마다 다른 경향을 보인다. 바덴뷔르틈베르크 주의 예로 독일어, 수학, 과학, 최소 하나 이상의 외국어(대체로 영어)의 교과 과정을 수행하고 6학년 이후 기술과 가정학 중 5번째 과목과 제 2 외국어(대체로 프랑스어)를 선택하여 교육받게 되며 8학년 이후 미술과 음악 중 하나를 선택하여 교육받는다. 그 외의 교과목으로는 지질학, 사회과학, 경제학, 역사학, 신학, 체육 등이 있다. 신학기는 9월이고 수업은 대체로 오전 중에 끝나며 월 화 수 목 금 토 주 6일제를 원칙으로 하나 월 화 수 목 금 5일제 학교도 늘어나고 있는 추세이다. 2006년 기준으로 약 132만 명의 독일의 학생들이 레알슐레에 재학 중이다.

## 교육 성과
PISA(학업성취도 국제비교연구)에 따르면 레알슐레에 다니는 학생에게 나타나는 교육 성과는 김나지움의 학생들 보단 뒤쳐지지만 하우프트슐레에 재학 중인 학생들보다 뛰어난 것으로 나타난다.
| 학교 종류 | 무소득 계층 | 저소득 계층 | 중소득 계층 | 고소득 계층 |
| --- | ----------- | ----------- | ----------- | ----------- |
| 하우프트슐레 | 400         | 429         | 436         | 450         |
| 레알슐레 | 482         | 504         | 528         | 526         |
| 김나지움 | 578         | 581         | 587         | 608         |
| PISA 2003 – Der Bildungsstand der Jugendlichen in Deutschland – Ergebnisse des 2. internationalen Vergleiches (PISA 2003 – Education level of young people in Germany - results of the second international comparison) |             |             |             |             |

## 졸업과 이후
졸업 할 때가 되면 학생들을 졸업 시험을 치르고 졸업 시험에 합격할 시 미틀러레라이페(MittlereReife)라는 학력 증서를 받는다.(김나지움 졸업 시 아비투어, 하우프트슐레 졸업 시 하웁트슐압슈르스) 이 학력 증서를 가진 사람은 대학 진학은  할 수 없지만 일반 교양을 가진 지식인으로서 인정되며 이 증서는 소지자가 사무직이나 행정직 등의 기술직의 직업을 배운 후 업무를 수행할 능력이 있다는 증표가 된다. 또한 대학에 진학하고자 하는 학생들은 레알슐레 졸업 후 김나지움 상급과정에 편입하여 김나지움 상급과정의 졸업증서인 아비투어(Abitur)를 받을 수 있다.
김나지움 졸업 시험이 대학교 입학 시험을 겸하는 독일 교육의 구조 때문에 독일에서 대학은 오직 김나지움 졸업자만 진학할 수 있다.

## 확장 레알슐레(Erweiterte Realschule)와 레알슐레 플러스(Realschule Plus)
"확장 레알슐레"(Erweiterte Realschule)는 독일의 한 주인 자를란트에 존재하는 학교이다. 이는 일반 레알슐레와 다른 형태를 보이는데, 일반 레알슐레는 선택적 학교(특정 기준에 부합하는 학생을 학교가 선택하여 입학시키는 형태의 학교)인데 반 해, 확장 레알슐레는 학생들을 수학 능력이나 태도를 기준으로 학생을 선택하고 입학시키는 형태를 채택하지 않는다. 이와 유사하게 "레알슐레 플러스"(Realschule Plus)는 라인란트팔츠주에 존재하는 비-선택적 학교이다. 이 학교에선 일반 고등 교육(레알슐레의 교육과 유사한 형태의 교육)과 함께 보충 교육을 실시한다. 이 두 형태의 학교는 대다수의 학생들이 희망하고자 하여 들어가는 학교가 아닌 타 학교 입학에 실패하거나 퇴학을 당했을 경우 진학하는 학교이다.

## 같이 보기
- 김나지움 - 인문계 중학교
- 하우프트슐레 - 직업계 중학교
- 독일의 교육